# Macon 300 1967
Macon 300 1967 var ett stockcarlopp ingående i Nascar Grand National Series (nuvarande Nascar Cup Series) som kördes 6 juni 1967 på den 0,5 mile (804,672 meter) långa ovalbanan Middle Georgia Raceway i Macon i Georgia. Totalt avverkades 150 miles (241,401 km) fördelat på 300 varv. Banunderlaget var asfalt. Loppet vanns av Richard Petty i en Plymouth på tiden 1:32.03 körande för Petty Enterprises. Pettys snitthastighet var 80,321 mph. Han var vid målgång ensam förare på ledarvarvet, fem varv före tvåan James Hylton. Det var Pettys 57:e vinst av totalt 200 i karriären. Prispotten uppgick till 6 700 dollar, varav 1 400 dollar gick till segraren.

## Resultat
| Plc     | Nr | Förare          | Team/ bilägare    | Konstruktör | Start | Varv | Ledda varv |
| ------- | -- | --------------- | ----------------- | ----------- | ----- | ---- | ---------- |
| 1       | 43 | Richard Petty   | Petty Enterprises | Plymouth    | 1     | 300  | 242        |
| 2       | 48 | James Hylton    | Bud Hartje        | Dodge       | 11    | 295  | 0          |
| 3       | 4  | Elmo Langley    | DeWitt Racing     | Ford        | 9     | 292  | 0          |
| 4       | 07 | Bobby Allison   | George Davis      | Chevrolet   | 10    | 290  | 0          |
| 5       | 02 | Doug Cooper     | Bob Cooper        | Chevrolet   | 5     | 286  | 0          |
| 6       | 97 | Henley Gray     | Gray Racing       | Ford        | 12    | 278  | 0          |
| 7       | 45 | Bill Seifert    | Seifert Racing    | Ford        | 15    | 275  | 0          |
| 8       | 25 | Jabe Thomas     | Robertson Racing  | Ford        | 13    | 274  | 0          |
| 9       | 34 | Wendell Scott   | Scott Racing      | Ford        | 24    | 263  | 0          |
| 10      | 39 | Friday Hassler  | Red Sharp         | Chevrolet   | 3     | 258  | 0          |
| 11      | 01 | Paul Dean Holt  | Dennis Holt       | Ford        | 18    | 257  | 0          |
| 12      | 49 | G.C. Spencer    | GC Spencer Racing | Plymouth    | 4     | 236  | 0          |
| 13      | 14 | Jim Paschal     | Tom Friedkin      | Plymouth    | 2     | 176  | 58         |
| 14      | 40 | Eddie Yarboro   | Eddie Yarboro     | Dodge       | 19    | 176  | 0          |
| 15      | 05 | Armond Holley   | Robert Harper     | Chevrolet   | 6     | 96   | 0          |
| 16      | 52 | Jack Etheridge  | Jack Etheridge    | Ford        | 17    | 54   | 0          |
| 17      | 31 | Bill Ervin      | Ralph Murphy      | Ford        | 21    | 53   | 0          |
| 18      | 87 | Buddy Baker     | Buck Baker Racing | Ford        | 7     | 27   | 0          |
| 19      | 11 | J.T. Putney     | J.T. Putney       | Chevrolet   | 8     | 25   | 0          |
| 20      | 57 | George Poulos   | George Poulos     | Plymouth    | 22    | 25   | 0          |
| 21      | 62 | Ken Spikes      | Harold Collins    | Pontiac     | 16    | 24   | 0          |
| 22      | 35 | Max Ledbetter   | Ken Carpenter     | Oldsmobile  | 20    | 2    | 0          |
| 23      | 32 | Larry Miller    | Larry Miller      | Dodge       | 23    | 0    | 0          |
| 24      | 67 | Buddy Arrington | Arrington Racing  | Dodge       | 14    | 0    | 0          |
| Källor: |    |                 |                   |             |       |      |            |